# Seznam nosilcev spominskega znaka Prilipe
Seznam nosilcev spominskega znaka Prilipe.

## Seznam
(datum podelitve - št. znaka - ime)
- neznano - 1 - Jože Šoštarič
- neznano - 2 - Janko Ogorevc
- neznano - 3 - Ivan Babič
- neznano - 4 - Branko Podgoršek
- neznano - 5 - Franc Cvetkovič
- neznano - 6 - Vinko Bogovič
- neznano - 7 - Franc Žgalin
- neznano - 8 - Milan Pintarič
- neznano - 9 - Dušan Harapin
- neznano - 10 - Ivan Urek
- neznano - 11 - Ivan Čančer
- neznano - 12 - Janez Ivšič
- neznano - 13 - Roman Osojnik
- neznano - 14 - Robert Šetinc
- neznano - 15 - Vlado Šibilja
- neznano - 16 - Jože Šinko
- neznano - 17 - Roman Zofič
- neznano - 18 - Jože Križančič
- neznano - 19 - Ivan Tomše
- neznano - 20 - Milan Sušin
- neznano - 21 - Ivan Pristolič
- neznano - 22 - Karl Jelčič
- neznano - 23 - Stane Slak
- neznano - 24 - Ivan Predanič
- neznano - 25 - Jože Zagorc